# Харли Уоррен
Ха́рли Уо́ррен (англ. Harley Warren) — вымышленный персонаж в творчестве Говарда Лавкрафта и последователей «Мифов Ктулху». Друг Рэндольфа Картера, — главного героя «Цикла снов».

## Место в творчестве Лавкрафта
Персонаж впервые появляется в рассказе «Показания Рэндольфа Картера» (1919), где он описывается как мрачный, увлечённый оккультизмом мужчина. Увлёкшись некими магическими книгами, Уоррен убеждает своего друга Рэндольфа Картера проникнуть в некий склеп вблизи Гейнсвильского пика (англ. Gainsville pike), что рядом с Большой Кипарисовой топью (англ. Big Cypress Swamp). Цель, которую он преследует, в рассказе так и остаётся неясной, однако упоминается, что его занимал вопрос о сверхъестественной сохранности некоторых давно похороненных трупов. Картер остаётся на поверхности и контактирует с Уорреном посредством телефона. По мере продвижения Уоррена вниз, на более глубокие уровни гробниц, его комментарии становятся всё более отрывистыми и полными ужаса, однако он упорно отказывается говорить о том, что именно видит. В конце концов персонаж внезапно умолкает, и вместо него неизвестное существо обращается к Рэндольфу Картеру со словами: «Глупец, Уоррен мёртв». Поскольку всю эту историю читателю рассказывает Картер, невозможно выяснить, действительно ли Уоррен погиб в склепе или же был убит своим другом, который и обвиняется в его исчезновении.

Лавкрафт кратко описывает его в рассказе «Показания Рэндольфа Картера»:
Его приятный, бархатный тенор был, несмотря на кошмарную обстановку, таким же спокойным, как всегда. Считал себя человеком с железными нервами
В рассказе «Серебряный ключ» Картер упоминает, что Уоррен происходил откуда-то из Южной Каролины. Очевидно, что он в некоторой степени подчинил Рэндольфа Картера своей сильной воле.
В рассказе «Врата серебряного ключа» говорится, что Уоррен изучал «наакаль, древний язык гималайских жрецов», увлечение которым и привело его к гибели.

## Вдохновение
Лавкрафт писал в письмах, что основывал образ Уоррена на собственном сне, в котором под именем Рэндольфа Картера выступал он сам, а Харли Уорреном был его друг и поэт Сэмюэль Лавмэн.
Литературовед Дональд Барльсон считает, что образ Уоррена очень размыт и воспринимается исключительно со слов Рэндольфа Картера, на основе его фрагментарных воспоминаний. Барльсон видит в имени персонажа связь с образом шута, воплощающим иллюзорность, нереальность происходящего — и в начале, и в конце рассказа Уоррен отсутствует, так что можно вообще усомниться в его существовании. По мнению исследователя, поглощённый книжной премудростью Уоррен сам словно бы превращается в текст — мы можем судить о нём лишь по чужим словам, которые могут быть ложью или вымыслом, так что читатель в принципе не способен определить, жил ли вообще этот персонаж на самом деле. Таким образом, заключает Барльсон, особенность образа Харли Уоррена заключается в его сугубой гипотетичности — он оставляет настолько обширное поле для трактовок, что его историю невозможно восстановить хоть с каким-то подобием точности: можно поверить рассказу Картера; решить, что Картер убил Уоррена и придумал рассказ о склепе, чтобы скрыть преступление; даже предположить, что все «показания» — просто сон или бред рассказчика, а Уоррен вообще никогда не существовал. С этой точки зрения персонаж превращается в настоящую постмодернистскую загадку.

## Харли Уоррен вне творчества Лавкрафта
Харли Уоррен упоминается в рассказе Фрица Лейбер «Глубинный Ужас»  (1943)
Харли Уоррен упоминается в серии «Титус Кроу» Брайана Ламли.

## Фильмы
Персонаж по имени Харли Уоррен действует также в нескольких фильмах, в той или иной степени основанных на творчестве Лавкрафта.
В канадском фильме «Вне разума» (англ. Out of Mind, 1998) роль Уоррена исполнил актёр Питер Фарбридж. В этой картине он представлен как учёный, исследующий сверхъестественные явления и одержимый идеей оживления трупов. Этот персонаж явно позиционируется как отрицательный и характеризуется другими действующими лицами как «опасный маньяк».
В американской киноленте «Невыразимый ужас 2» Джон Рис-Дэвис сыграл другого персонажа по имени Харли Уоррен — профессора вымышленного Мискатоникского университета, часто упоминающегося в произведениях Лавкрафта. Несмотря на то, что профессор Уоррен мало напоминает свой прототип из оригинального рассказа, в фильме обыгрываются многие детали «Показаний Рэндольфа Картера».

## Произведения, в которых фигурирует персонаж

### Рассказы Говарда Лавкрафта
- Показания Рэндольфа Картера (1919)
- Серебряный ключ (1926)
- Врата серебряного ключа (1932—1933)

### Кинофильмы
- Невыразимый ужас 2 (1993)
- Вне разума (1998)